# 图 (谢尔省)
图村（法語：Thou，法語發音：[tu]）是法国谢尔省的一个市镇，位于该省北部，属于布尔日区。

## 地理
图（47°25'31"N, 2°39'39"E）面积9.19 平方千米，位于法国中央-卢瓦尔河谷大区谢尔省，该省份为法国中部省份，北起卢瓦雷省，西接卢瓦-谢尔省和安德尔省，南至克勒兹省，东南接阿列省，东临涅夫勒省。
与图接壤的市镇（或旧市镇、城区）包括：叙里埃斯布瓦、索尔德河畔瓦伊、维勒热农。

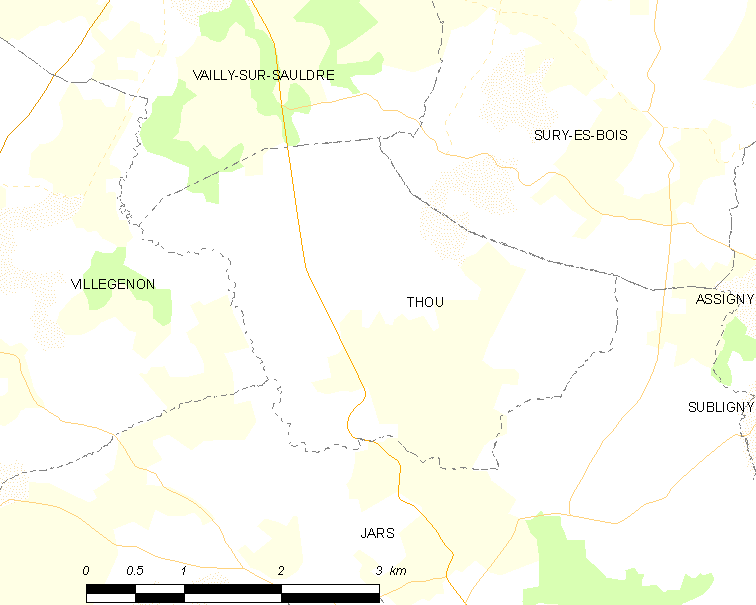
的OSM定位图

图的时区为UTC+01:00、UTC+02:00（夏令时）。

## 行政
图的邮政编码为18260，INSEE市镇编码为18264。

## 政治
图所属的省级选区为桑塞尔县。

## 人口

1962-2008年间人口变化图示

图于2022年1月1日时的人口数量为78人。